# (6495) 1992 UB1
(6495) 1992 UB1 (1992 UB1, 1974 RE1, 1974 SG5, 1978 WP16, 1988 NM) — астероїд головного поясу, відкритий 19 жовтня 1992 року.
Тіссеранів параметр щодо Юпітера — 3,548.